# Kuvasz
A kuvasz a magyar kutyafajták közül az egyik legrégebbi nyájőrző kutya, talán ősibb, mint a komondor. A pásztorkodás megszűntével a tanyák és vidéki kúriák nyájőrzőkutyája lett. A kuvasz őrző-védő pásztorkutya, de hajdan vadászkutyaként medve-, bölény-, és őstulokvadászatnál alkalmazták, ma gazdaságok és házak őrzésére használják. Büszkeséget és nemességet sugárzó kinézete miatt manapság egyre többen tartják.

## Elnevezései
Neve eredetéről megoszlanak a vélemények. Egyes források szerint türk eredetű szó, és olyan verzió is van miszerint az ótörök küvez, vagyis "büszke" szóból ered, amelyhez közvetlenül kapcsolódik a kipcsák qubas (egy kutyafajta). Ezek viszont közvetlenül származtathatók a perzsa kuwāsa (= minőség, vagyon) szóból, ami a legrégebbi ismert szóalak, de mégis ez hasonlít leginkább a magyar névhez. A kuvaszról szóló írásos emlékek feldolgozását nehezíti az a tény, hogy a fajtát több néven is illették: simafejű magyar komondor (a komondor volt a borzasfejű), farkaseb, kovasz, parasztkutya. A kuvasz szó jelentett egyszerűen keveréket is.
Czuczor Gergely és Fogarasi János szerint mind kutya, mind pedig kuvasz szavunk hangutánzó kifejezés, miként számos más nyelvben is. S hozzá teszik még: Platón szerint a kutyát jelentő küón (κύων) szót a görögök a szkíták nyelvéből kölcsönözték.
Alternatív etimológia: mongol [null цагаан хувцас] ᠴᠠᠭᠠᠨ ᠬᠤᠪᠴᠠ - 'fehér' jelentéssel. "Fehér kutya" néven létezik a kuvaszra nagyon hasonlító mongol fajta. - Ebben az esetben a hunokkal és így velünk jöhetett be Magyarországra. /Benesóczky A. Tamás/[forrás?]

## Története
Őseinkkel a népvándorlás során jött a Kárpát-medencébe mint a nyájak nagy testű, határozott fellépésű védelmezője. A Keszthely melletti Fenékpusztán feltárt honfoglalás kori leletben talált kutyacsontokról kiderült, hogy a mai kuvasz ősétől származnak.
Az Árpád-házi királyoknak külön bölényvadász mesterei voltak, akik a kuvaszt tartották a legalkalmasabbnak a bölények felhajtására és vadászatára.
Hunyadi Mátyás kedvelte a fajtát, udvarában hajtóvadászatokon is használták, főleg farkas és vaddisznó ellen. A 15. században fellendült a marhakereskedelem, és a hatalmas magyar szürke szarvasmarha-gulyákat kuvaszok kísérték a nyugat-európai állatvásárokra, többek között Nürnbergbe. A nyájak napi 20-25 kilométert tettek meg, s őrzésükre fáradhatatlan, mindig éber, bátor állatokra volt szükség. A hajcsárok a vásárokon nemcsak a marhákat adták el, hanem nagyon gyakran néhány kutyát is. Így előfordulhat, hogy ezek a példányok részt vettek a hasonló nyugat-európai fajták kialakulásában. A kuvaszok megbecsültségére jellemző, hogy Zrínyi Miklós a Szigeti veszedelemben a kuvaszt mint kutyafajtát említi.
1792-ben a Magyar Kurír bécsi tudósításában olyan értesülésről számolt be, miszerint Magyarországról útnak indított "12 válogatott juhász kuvaszok" Bécs érintésével fognak eljutni a Nápolyi Királyságba; abból a célból, hogy "ott a farkasok ellen való kutyák elszaporíttathassanak".
A 19. században a szilaj állattartás megszűnésével megváltozott a kuvasz feladatköre is. Már nem a nyájakat védte a farkasoktól és a tolvajoktól, hanem a tanyákat, majorságokat. Ezért aztán nem volt szerencsés éjszakákon a tanyák között kóborolni, hiszen a kuvasz a feladatteljesítés közben nem ismert kegyelmet.
A 20. század elején felébredt az érdeklődés a magyar pásztorkutyák iránt, így született meg Buzzi Géza tollából az első fajtaleírás 1905-ben. Megindult a tervszerű tenyésztés. Mivel az I. világháború után a kuvaszpopuláció legjava a határokon kívülre került, elsődleges cél akkor a mennyiségi szaporítás volt. Raisits Elemér vezetésével kezdődött meg a minőségi szelekció, és 1935-ben Anghi Csaba, Abonyi Lajos és Müller Iván kidolgozták a fajta standardját. A hazai állományt Erdélyből hozott egyedekkel javították fel. Az első fajtakiállítást 1931-ben Abaúj-Torna vármegyében tartották.
A második világháború iszonyatos pusztítást végzett a kuvaszok között. A fosztogató katonák géppuskáinak először a gazda portáját, tulajdonát védő kutyák estek áldozatul. Ezért a világháború után szinte a semmiből kellett elindítani a színvonalas tenyésztést. Ebben vezető szerepet játszott a Gyapjúforgalmi Vállalat Kovács Antal által létrehozott Gyapjús nevű kennele, ahonnan hosszú ideig világhírű egyedek kerültek ki. A tenyésztést négy fajtatiszta kuvasszal az ötvenes évek elején kezdték, és szigorú szelekcióval érték el, hogy 1956-ban hódító útjukra indulhattak a Gyapjús kuvaszok. A világ minden kennelében felhasználták az innen kikerülő kutyákat. A leghíresebb Gyapjús kuvasz Gyapjús Gézengúz volt, aki a Belle és Sebastien filmsorozat ihletője volt, az író Cecile Aubrey kisfiának hű védelmezője. Belle szerepében csak a sorozat első epizódjában volt látható.
Bár ma a kuvasz a törzskönyves tenyészszukák száma alapján veszélyeztetett fajtának számít, ismertsége, népszerűsége, egyre növekszik.

## Külleme és jelleme
Megjelenése tetszetős, nemességet, erőt, bátorságot sugároz. Magas, nagy termetű kutya, általában 70 centiméter marmagasságú. Szőrzete fehér vagy elefántcsont színű, enyhén hullámos lefutású, jellegzetes kuvaszszőrzet. Ellentétben a komondorral, nyáron leváltja szőrtakaróját, vedlik. A világos színű bunda követelmény volt, hiszen az elsősorban esti szürkületkor támadó ragadozóktól így jól megkülönböztethette gazdája a kutyáját. De egyes források szerint a kuvasz egykor nemcsak fehér, hanem vörhenyes, sárgás, sőt, ordas színben is létezett, de sohasem volt tarka. A törzskönyvbe azonban már csak a fehér egyedeket vették fel. Bőre sötét pigmentű. Testalkata arányos, izmos teste küzdőképességről tanúskodik. Csontozata erős, de sohasem durva. Mozgása elegáns, tértölelő. Feje rendkívül nemes, számos fajtabélyeget hordoz, mely jellemzőkkel biztosan megkülönböztethető a rokon fajtáktól. A füle V alakú, lehajló. Mandulavágású, ferde szeme értelmes és hűséget mutat. Kiváló szimatú.

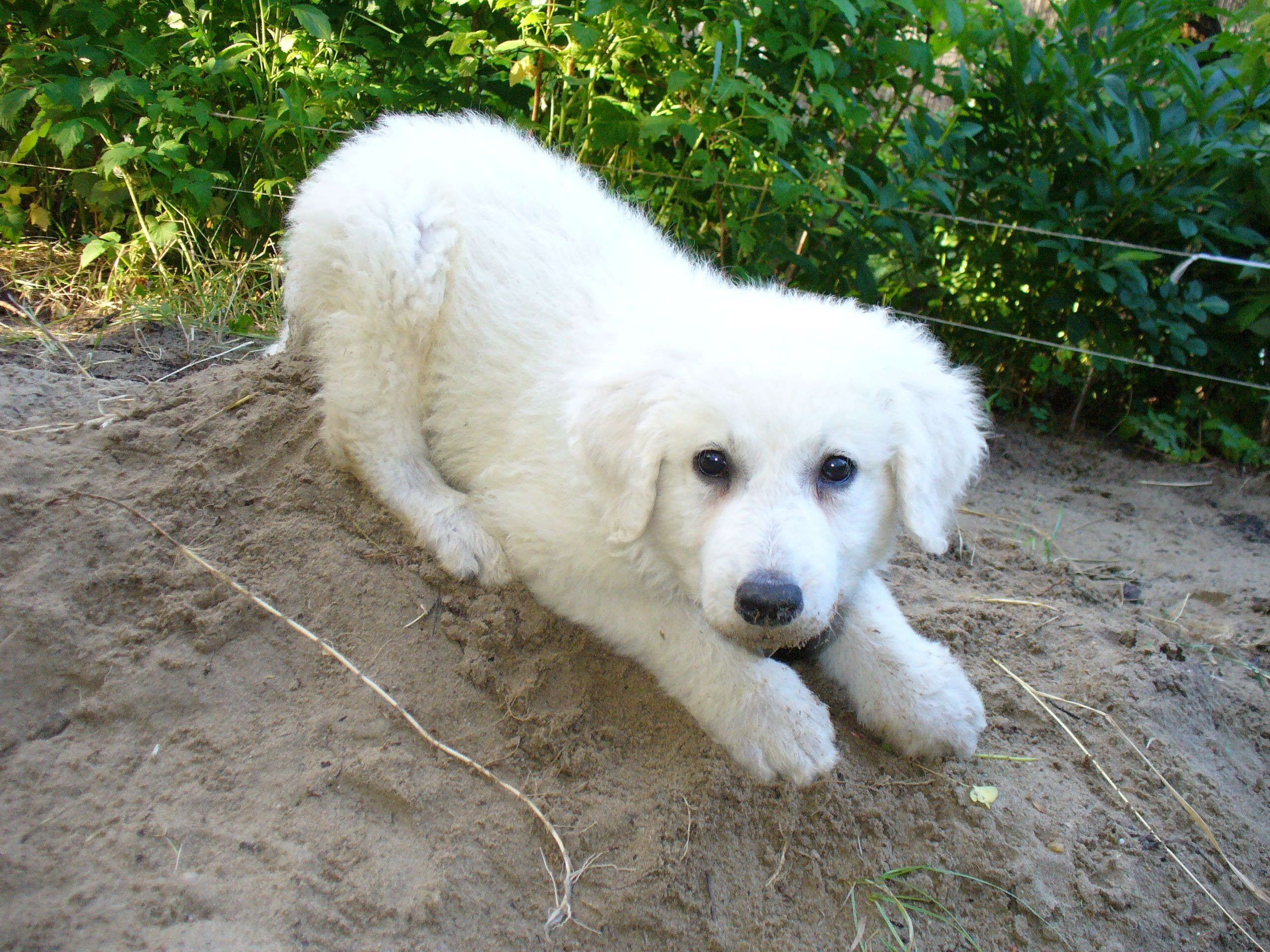
Kilenchetesen

Bátor, kitűnő őrző-védő fajta. Idegenekkel szemben alapvetően bizalmatlan. Fiatal korában könnyen nevelhető, kétéves kor felett már nehezebben idomul. A kuvasznak feladata ellátásához jó szimatra, bátorságra, erőre és támadó kedvre volt szüksége. Különleges jelleme, az évezredek óta génjeiben hordozott szabadságszeretete, nagy fokú önállósága mindenképpen kutyához értő, következetes gazdát követel. Ne is vállalkozzon tartására az, aki nem tud számára elegendő nagyságú szabad területet biztosítani, ahol mozgásigényét, elsőrangú őrző-védő adottságát kiélheti.

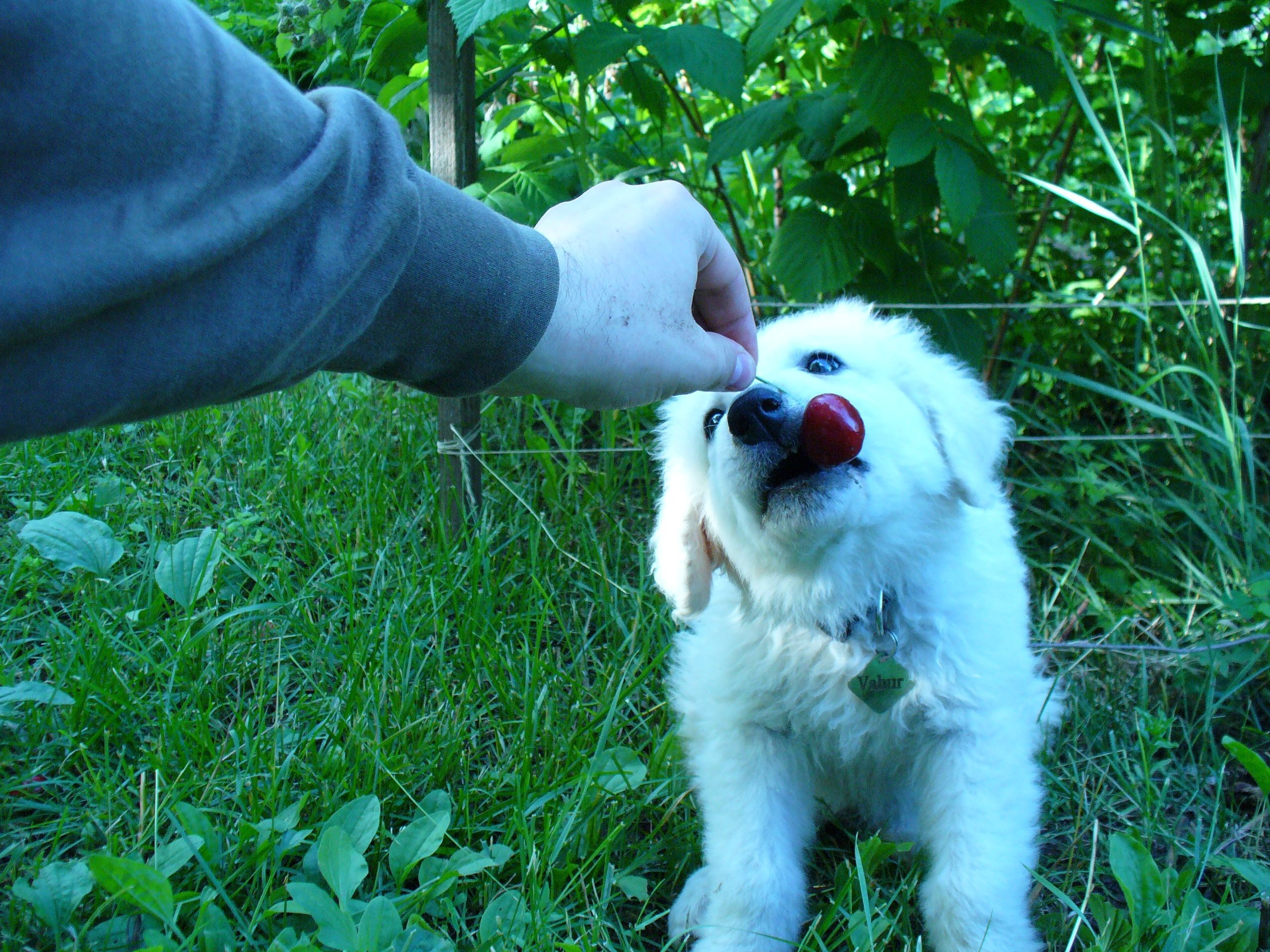
Játékos kutya

A kuvasz okos, intelligens kutya. Kellő mennyiségű és megfelelő nevelés és szocializáció után látványos, eredményes őrző-védő és ügyességi munka várható el tőle. Aki nem rest kutyájával rendszeresen foglalkozni, és gazdáját rajongásig szerető, tulajdonát mindhalálig védelmező, lenyűgöző szépségű kutyát szeretne, nem fog csalódni benne.

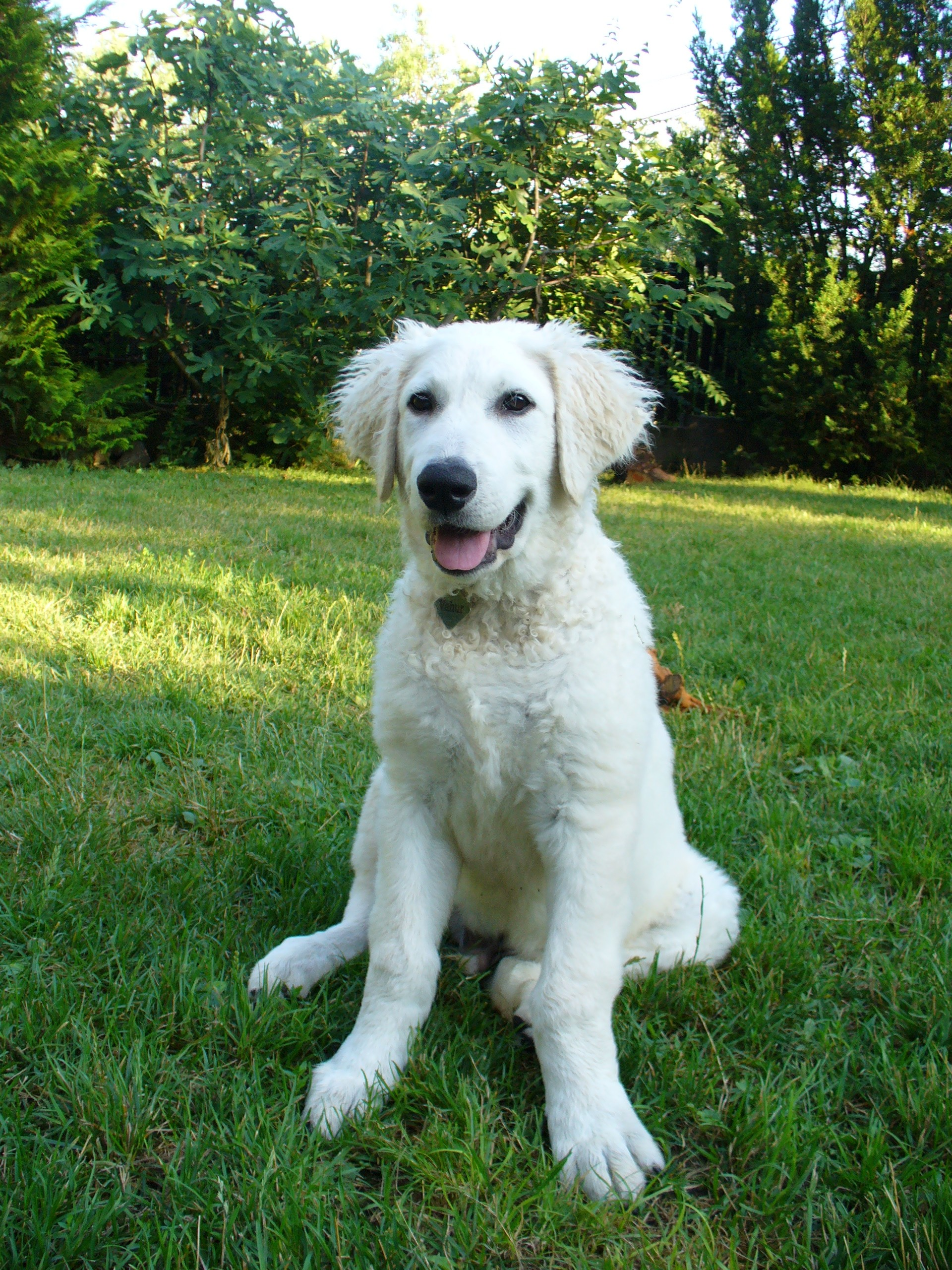
4 hónaposan

Sokan a kuvaszt kiszámíthatatlan, agresszív kutyának tartják, holott ennél a fajtánál is csak rossz, kegyetlen tartásmód rontja el ezt az amúgy normális, kezelhető, gyerekszerető fajtát. Mint minden fajtának, a kuvasznak is szabad mozgásra és tágas kennelre van szüksége. A láncra kötést, tartós kennelben tartást nem tűri. Az ingerszegény környezetet, a gazdával való rendszeres kapcsolat hiányát, a szeretetet nélkülöző, igazságtalan bánásmódot, a követelménymentes életet nehezen viseli.
Mivel önálló, határozott jellemű, csak erős, határozott gazdáknak való, akik ki tudják elégíteni munka- és térigényét. Kis területű portákra, lakásokba nem való.

## Méretei
- Marmagasság: kan: 71–76 cm, szuka: 66–70 cm
- Testtömeg: kan: 48–62 kg, szuka: 37–50 kg
- Várható élettartam: 11–13 év

## Kuvasz a művészetben
Kosztolányi Dezső a kuvaszok kedvelője volt, két kutyát is tartott. Az egyik kutya neve Hattyú volt, akinek a Bús férfi panaszai versciklusában egy egész verset szentelt:
- Kosztolányi Dezső: Hattyú kutyám (részlet)

„Állj a határnál, hűen, régi jelkép,

Igaztalan világban az igaz.

Tiltó szoborként nyúlj el a küszöbre,

Fajtám őrzője, bölcs, magyar kuvasz.”
Hattyú, a kuvasz feltűnik még egy mondatban az Édes Anna című regény legvégén is, amikor az író saját magát is bevonja a cselekménybe:
„Beszédükre fölneszelt Hattyú, az a kuvasz, amelyik e ház békéjére ügyel, lefutott a kert sarkáig és ott mérgesen csaholni kezdett, úgyhogy szavuk egészen elveszett a kutyaugatásba.”
- Arany János Toldijának első énekének negyedik versszakában:

„Szép öcsém, miért állsz ott a nap tüzében?

Ládd, a többi horkol boglya hűvösében;

Nyelvel a kuvasz is földre hengeredve,

A világért sincs most egerészni kedve:

Vagy sohasem láttál olyan forgó szelet,

Mint az, aki mindjárt megbirkózik veled,

És az útat nyalja sebesen haladva,

Mintha füstokádó nagy kémény szaladna?”

## Rokon fajták
- Abruzzói juhászkutya
- Pireneusi hegyikutya
- Szlovák csuvacs
- Akbash – török fajta
- Anatóliai juhászkutya
- Tátrai juhászkutya (owczarek)